# آنتونیو کارلوس ژوبیم
آنتونیو "تام" کارلوس برازلیرو د آلمیدا ژوبیم (به پرتغالی: Antônio "Tom" Carlos Brasileiro de Almeida Jobim) (زادهٔ ۲۵ ژانویه ۱۹۲۷ در ریو دوژانیرو، درگذشتهٔ ۸ دسامبر ۱۹۹۴ در نیویورک)، نوازنده گیتار و پیانو، خواننده، شاعر و آهنگ ساز برزیلی است. از او به عنوان یکی از مهمترین عناصر و بنیان‌گذاران سبک بوسا نوا یاد می‌شود. ژوبیم از برجسته‌ترین آهنگسازان قرن بیستم است و ترانه‌های‌اش توسط بسیاری از هنرمندان برزیلی و دیگر کشورها دوباره‌سرایی شده‌اند.

## زندگی‌نامه
آثار موسیقی و سبک ژوبیم ریشه در کارهای پیگزینگنیا، نوازنده و آهنگساز برجسته برزیلی و بنیانگذار موسیقی مدرن برزیل در دهه ۱۹۳۰ دارد. کارهای ژوبیم همچنین متأثر از آهنگسازهای فرانسوی از جمله کلود دبوسی و راوِل و موسیقی جاز بودند. شعرهای او در موضوعات مختلف از جمله «عشق»، «خیانت»، «محدودیت‌های سیاسی» و بخصوص دربارهٔ «طبیعت برزیل» هستند.
شهرت ژوبیم در برزیل از زمان هم‌کاری او با وینیشس دی موراس، شاعر ودیپلمات، جهت نوشتن ترانه‌ای برای یک تئاتر در سال ۱۹۵۶ آغاز شد. محبوب‌ترین ترانه این تئاتر Someone to light up my life نام دارد. بعدها این تئاتر به فیلم تبدیل شد اما تهیه‌کننده فیلم «ساشا گوردین» از هیچ‌کدام از ترانه‌های تئاتر در فیلم استفاده نکرد. در عوض گوردین از موراس و ژوبیم خواست تا ترانه‌ای دیگر برای فیلم تهیه کنند. موراس در این زمان در اوروگوئه مشغول کار برای وزارت خارجه برزیل بود و بدین ترتیب آن‌ها فقط توانستند از طریق تلفن سه قطعه برای این فیلم تهیه کنند. این همکاری موفقیت‌آمیز باعث شد تا بعدها موراس شعرهای بسیاری از ترانه‌های محبوب ژوبیم را برای‌ش بنویسد.

## محبوبیت
بی‌شک یکی از کلیدی‌ترین عوامل شناخته‌شدن ژوبیم در کشورهای انگلیسی‌زبان همکاری او با ساکسوفونیست نامی استن گتز، ژوآئو ژیلبرتو و همسر ژیلبرتو (آسترود ژیلبرتو) است که محصول این همکاری آثاری مانند گتز/ژیلبرتو و گتز/ژیلبرتو قسمت دوم هستند. انتشار آلبوم گتز/ژیلبرتو در آمریکا و متقابلاً در دیگر نقاط دنیا باعث تولد «جنون بوسا نوا» شد.
ژوبیم کار آهنگ‌سازی بسیاری از قطعات گتز/ژیلبرتو را که بعدها پرفروش‌ترین آلبوم جاز تمام دوران شناخته شد انجام داد.
ژوبیم در جوایز گرمی ۱۹۶۴ جایزه «بهترین آلبوم سال»، «بهترین آلبوم جاز بدون خواننده» و «بهترین مهندسی آلبوم غیر کلاسیک» را از آن خود کرد.
«دختری از ایپانما»، از معروف‌ترین و محبوب‌ترین قطعات بوسا نوا نیز جایزه بهترین قطعه سال را کسب کرد.